# Zeugopterus regius
Zeugopterus regius is een straalvinnige vissensoort uit de familie van tarbotachtigen (Scophthalmidae). De wetenschappelijke naam van de soort is voor het eerst geldig gepubliceerd in 1788 door Pierre Joseph Bonnaterre.